# Stazione di La Rochelle-Ville
La stazione di La Rochelle-Ville (in francese Gare de La Rochelle-Ville) è la principale stazione ferroviaria di La Rochelle, Francia.